# Faith (Carolina do Norte)
Faith é uma cidade  localizada no estado norte-americano de Carolina do Norte, no Condado de Rowan.

## Demografia
Segundo o censo norte-americano de 2000, a sua população era de 695 habitantes.
Em 2006, foi estimada uma população de 704, um aumento de 9 (1.3%).

## Geografia
De acordo com o United States Census Bureau tem uma área de
2,5 km², dos quais 2,5 km² cobertos por terra e 0,0 km² cobertos por água.

## Localidades na vizinhança
O diagrama seguinte representa as localidades num raio de 12 km ao redor de Faith.